# Dlaczego mi to robisz mamo?
Dlaczego mi to robisz mamo? – trzecia część przygód nastolatków z Leehampton. Po raz pierwszy wydano ją 4 kwietnia 1996.

## Treść
Rodzice Chelsea nie chcą, aby ich córka urządzała imprezę urodzinową, bo nie ma na to pieniędzy. Chelsea myśli, że Warwick i Geneva są dla nich ważniejsi, bo dostali pieniądze od rodziców. Chelsea zaczyna przyjaźnić się z Bex. Ich przyjaźń zaczyna się w Enklawie. Po paru tygodniach spotykają się w innym klubie, a Fee chce, aby Eddie zaciągnął Chelsea do łóżka. Chelsea kopie go i ucieka do kawiarenki. Bex znajduje ją i zostają prawdziwymi przyjaciółkami. Barry Gee kupuje własną restaurację, którą nazywa „Gee Zone”.
Jemma chce zostać aktorką, ale jej rodzice nie są z tego zadowoleni. Jemma zapomina o egzaminach. Dziewczyna chce dostać główną rolę w przedstawieniu, ale otrzymuje ją Alexa Browning. Jemma chodzi z Robem i z tego powodu Chelsea jest dla niej niemiła. Ale dziewczęta godzą się.
Jon chce chodzić z Sumithą, ale ona już go nie lubi. Jego ojciec sprawia problem, bo wciąż przekręca jej imię, a jego matka spędza czas na demonstracjach. Jednak, gdy Laura została ranna w trakcie jednej z nich, Jon widzi ją w telewizji i uświadamia sobie, że ją kocha. Po powrocie dziewczyny do domu, Jon proponuje jej randkę. Laura się zgadza i zostają parą.
Laura ma problem z ciężarną matką. Melvyn nie jest zadowolony z demonstracji, na które uczęszcza dziewczyna. Laura postanawia nie myśleć o Jonie, ale zmienia zdanie, gdy Jon proponuje jej zostanie jego dziewczyną. Matka Laury rodzi dziecko miesiąc przed terminem i otrzymuje ono imię Charlie.
Sumitha zakochuje się w nowym nauczycielu przedmiotów ścisłych, Paulu Sharpe. Zmienia się ona w kujona i przestaje chodzić na lekcje tańca. Pod koniec semestru, Sumitha wyznaje nauczycielowi miłość, a on twierdzi, że to tylko zauroczenie i zaręcza się z panią McConnell. Sandeep prosi siostrę, aby odprowadzała go do szkoły. Sumitha nie zgadza się, ale nie wie, że brat jest ofiarą przemocy ze strony Kevina i Matthew, którzy zabierają mu pieniądze. Tylko jego koleżanka, Victoria, wie o wszystkim. Kiedy Sumitha się o wszystkim dowiaduje, przeprasza brata za bycie niemiłą w stosunku do niego.

## Bohaterowie
- Chelsea Gee – uważa, że rodzice mają ją gdzieś i wpada w złe towarzystwo. Chce być weterynarzem.
- Barry Gee – ojciec Chelsea. Ma Autobar, z którego handluje zupą, ale zakłada restaurację o nazwie Gee Zone.
- Ginny Gee – mama Chelsea. Żona Barry’ego. Jest dziennikarką Echa Leehampton i prowadzi czasami program „Mam już dość”. Chelsea często się za nią wstydzi, ale bez powodu.
- Jemma Farrant – postanawia zostać aktorką, ale rodzice uważają, że powinna uczyć się do egzaminów połówkowych.
- Claire Farrant – mama Jemmy.
- Andrew Farrant – ojciec Jemmy.
- Sumitha Banerji – córka Rajiva i Chitrity. Zakochała się w nauczycielu, ale on wybił jej to zauroczenie z głowy.
- Chitrita Banerji – mama Sumithy.
- Rajiv Banerji – ojciec Sumithy. Uważa, że córka powinna żyć według bengalskich tradycji, mimo iż żyje daleko od Indii.
- Sandeep Banerji – brat Sumithy. Ma 11 lat. Był dręczony przez kolegów, ale ojciec załatwił tę sprawę z hultajami.
- Laura Turnbull – rudowłosa, czternastoletnia dziewczyna. Jej rodzice się rozwiedli i uważa, że to dowód, że jej nie kochają. Chodzi z Jonem po demonstracji, na której została pobita.
- Ruth Turnbull – mama Laury. Spotyka się z Melvynem, którego jej córka uważa za „obleśnego typka”. Jest z nim w ciąży.
- Peter Turnbull – ojciec Laury. Mieszka z Betsy, której Laura nie akceptuje, tak samo jak Melvyna. Upijał się, bo chciał wrócić do żony i wmówić to córce.
- Charlie – mały braciszek Laury. Dziecko Ruth i Melvyna.
- Jonathan Joseph – licealista, który chodzi do Lee Hill. Chodzi z Laurą, bo w końcu, ku jej uciesze, uświadomił sobie, że ją kocha.
- Anona Joseph – mama Jona. Uważa, że syn powinien sam wybrać, co chce robić w życiu. Jest uzdolniona plastycznie i studiuje dekorację wnętrz.
- Henry Joseph – ojciec Jona. Chciał, aby jego syn poszedł na uniwersytet, ponieważ była to jego ambicja.
- Melvyn McCrouch – chłopak Ruth Turnbull. Ma z nią dziecko.
- Betsy – kobieta, z którą mieszka ojciec Laury.
- Paul Sharpe – nauczyciel, w którym zakochała się Sumitha.
- Will Zetland – wspólnik ojca Chelsea.